# Święta Nino
Święta Nino, również Nina lub Nona, gruz. წმინდა ნინო, cs. Rawnoapostolnaja Nina, proswietitielnica Gruzi, nazywana Christianą (ur. ok. 268, zm. ok. 335) – apostołka i patronka Gruzji, święta Kościoła katolickiego, ormiańskiego i prawosławnego.

## Życiorys
Według hagiografa, Rufina, była niewolnicą z Kapadocji sprzedaną władcy gruzińskiemu. Jako chrześcijanka, odznaczała się pobożnością i dobrocią. Uzdrowiła chorą żonę króla Iberii, a władca Mirian III dostrzegł w tym rękę Bożą i znak, że należy przyjąć w kraju chrześcijaństwo. Gdy zapytał Nino, jaką nagrodę życzy za uzdrowienie żony, odpowiedziała, że chciałaby zbudować kościół, do którego powinni przyjechać księża z Konstantynopola. Król wysłał poselstwo do cesarza Konstantyna Wielkiego, a kapłani ochrzcili rodzinę królewską. W ten sposób, według legendy, miała się dokonać chrystianizacja Gruzji w 337.
Według tradycji prawosławnej święta Nino była krewną patriarchy jerozolimskiego Juwenaliusza. Od dzieciństwa głęboko pokochała Chrystusa. Gdy jej ojciec odszedł, by żyć na pustyni, a matka została diakonisą, świętą oddano na wychowanie bogobojnej staruszce, która często opowiadała jej o dalekiej Iberii (Gruzji). Pewnego razu Nina miała widzenie. Objawiła się jej Matka Boża, która błogosławiła jej, by wziąwszy krzyż udała się do Iberii i głosiła tam naukę Chrystusową. W 319 Nino dotarła do Gruzji. Miejscowa ludność była bardzo przejęta jej dobrocią i pobożnością. Ogromne wrażenie wzbudzała też jej moc uzdrawiania ludzi w imię Chrystusa. Tę zdolność wykazała m.in. uleczając królową Gruzji. Także król, który zgubił się na polowaniu, odnalazł drogę po wezwaniu na pomoc Chrystusa. W 337 król Mirian III i jego żona Nana przyjęli chrześcijaństwo jako religię państwową (w ten sposób Gruzja stała się drugim na świecie, po Armenii, państwem chrześcijańskim). Wydarzenie to opisano w jednym z najstarszych zabytków literatury gruzińskiej Mokcewaj Kartlisaj (Nawrócenie Kartlii). Król Mirian wysłał do cesarza Konstantyna posłów, prosząc go o przysłanie do Gruzji kapłanów.

## Kult
W Kościele prawosławnym święta Nino jest czczona jako Oświecicielka Gruzji i Równa Apostołom.
W ikonografii Kościołów wschodnich przedstawiana jest jako szczupła, jasnowłosa kobieta, ubrana w jasne (najczęściej białe) szaty. Na głowie ma chustkę. W prawej dłoni trzyma krzyż. Belki krzyża związane są kosmykiem włosów, które sobie obcięła. Na niektórych wyobrażeniach krzyż jest dość duży. W lewej dłoni święta trzyma zwinięty lub rozwinięty zwój pisma.
Wspomnienie liturgiczne w Kościele katolickim obchodzone jest 14 stycznia (dawniej 15 grudnia), w Kościele gruzińskim i prawosławnym: 14/27 stycznia, tj. 27 stycznia według kalendarza gregoriańskiego, a 29 października/11 listopada świętą wspominają w Kościele ormiańskim.